# وادي حلف
وادي حلف (بكسر حروفه وتنوين آخره) هو واد في تهامة بلاد بلقرن تسيل مياهه من جبال القوس باتجاه الغرب حتى تصب في وادي يبة شرق قرية ثلوث عمارة، وعليه عدة قرى لقبيلتي عمارة وبلحارث من بلقرن.